# Love (ft. Marriage and Divorce)
Love (ft. Marriage and Divorce) (결혼작사 이혼작곡?, Gyeolhonjaksa ihonjakgokLR; lett. "Le parole del matrimonio, la musica del divorzio") è una serie televisiva sudcoreana trasmessa su TV Chosun dal 23 gennaio 2021 al 1º maggio 2022 in tre stagioni. Internazionalmente è distribuita da Netflix.

## Personaggi e interpreti
- Pan Sa-hyeon, interpretato da Sung Hoon (st. 1-2) e Kang Shin-hyo (st. 3)
- Shin Yu-shin, interpretato da Lee Tae-gon (st. 1-2) e Gee Young-san (st. 3)
- Sa Pi-young, interpretata da Park Joo-mi
- Boo Hye-ryung, interpretata da Lee Ga-ryeong
- Song Won, interpretata da Lee Min-young
- Lee Si-eun, interpretata da Jeon Soo-kyeong
- Park Hae-ryun, interpretata da Jeon No-min
- Seo Ban, interpretato da Moon Sung-ho
- Seo Dong-ma, interpretato da Bu Bae
- A Mi, interpretata da Song Ji-in
- Nam Ga-bin, interpretata da Kim Hye-young